# باکانو!
باکانو! (به ژاپنی: バッカーノ! Bakkāno!‎؛ به انگلیسی:Baccano!‎) یک سری لایت ناول ژاپنی نوشته شده توسط ریوگو ناریتا و طراحی شده توسط کاتسومی انامی است. داستان مجموعه از زوایای دید مختلفی روایت می‌شود و در ایالات متحده ساختگی و در طول دوره‌های زمانی مختلف، به ویژه زمان ممنوعیت الکل اتفاق می‌افتد. خط داستان حول محور شخصیت‌های مختلفی شامل کیمیاگرها، دزدها، مافیا، کاموراها و مجرمین متمرکز است که به نحوی به یکدیگر مربوط می‌شوند. اولین جلد این مجموعه برندهٔ جایزه طلایی ۹امین دورهٔ جایزهٔ داستان دنگکی شد. یک مجموعه انیمه تلویزیونی شانزده قسمتی نیز توسط استودیوی «برینز بیس» از این داستان ساخته شده است که از ۲۶ ژوئیه ۲۰۰۷ تا ۱ نوامبر ۲۰۰۷ در شبکه WOWOW پخش شد.